# باخموت
باخموت (اوکراینی: Бахмут، IPA: [bɐxˈmut] یا IPA: [ˈbaxmʊt]، روسی: Бахмут) شهری در  شرق اوکراین است که به عنوان مرکز اداری رایون باخموت در استان دونتسک عمل می‌کند. این شهر بر روی رودخانه باخموتکا، در ۸۹ کیلومتری (۵۵ مایلی) شمال دونتسک، مرکز اداری استان واقع شده‌است. در ژانویه ۲۰۲۲، جمعیت آن ۷۱۰۹۴ نفر تخمین زده می‌شد. این شهر از سال ۱۹۲۴ تا ۲۰۱۶ با نام آرتمیفسک شناخته می‌شد.
۲۰ مه ۲۰۲۳ و در پی حمله روسیه به اوکراین، گروه شبه نظامی واگنر مدعی تصرف کامل این شهر شد. اما دقایقی بعد معاون وزارت دفاع اوکراین ادعای سقوط باخموت را رد کرد هر چند پذیرفت که اوضاع در این شهر «بحرانی» است. روسیه در ۲۴ مه ۲۰۲۳ اعلام کرد که نام این شهر را به نام آرتمیفسک که سابقاً روی آن بود تغییر داده است.